# Jan Kietliński
Jan Kietliński herbu Odrowąż – poseł województwa sandomierskiego na sejm 1550 roku, sejm 1556/1557 roku, sejm 1558/1559 roku, sejm piotrkowski 1562/1563 roku.
Był protestantem.